# Lanová dráha v Kyjevě
Lanová dráha v Kyjevě (ukrajinsky Київський фунікулер, Kyjivskyj funikuler) je pozemní lanová dráha zajišťující přepravu osob na Volodymyrský vrch v Kyjevě. Na trati jsou 2 stanice a provozovatelem dráhy je Kyjivpastrans.

## Historie
Myšlenku vybudovat lanovou dráhu mezi horní a dolní částí města ve formě pozemní lanové dráhy představil inženýr Arthur Abrahamson, projekt vyvinuli inženýři Mykola Pyatnitsky a Alexander Baryšnikov. Stavba lanovky trvala v letech 1902-1905. Lanová dráha byla slavnostně otevřena 7. května 1905. Pravidelná osobní doprava byla zahájena 8. května 1905 na dráze dlouhé téměř 200 metrů. Byla pojmenována pozemní lanová dráha svatého Michala, protože se nacházela vedle kláštera svatého Michala..
Lanová dráha byla původně o 38 metrů kratší v dolní části. Na ulici Oleksandrivska v Podil (nyní ulice Petro Sahaidachnoho), kde se nyní nachází dolní stanice, byly totiž soukromé pozemky, jejichž majitelé je odmítli prodat.
V době otevření to bylo poměrně progresivní inženýrské řešení. Koleje ležely na silném železobetonovém nadjezdu a dobře fungovaly i motor. V roce 1928 však došlo k nehodě. Při plánované výměně lan se vůz stojící u horní stanice porouchal, ujel a zničil vůz u dolní stanice. První rekonstrukce lanovky byla provedena v letech 1928-1929. Tehdy také byla rozšířena na dnešní délku 222 metrů
Lanová dráha v Kyjevě také přepravovala cestující během německé okupace v letech 1941-1943. Lanovka spotřebovávala velmi málo elektřiny, takže její provoz z důvodu úspor nebyl přerušen. 12. května 1942 byla lanovka z důvodu zrušení zákazu vycházení provozována až do 20:00. Během let 1942-1943 (od dubna 1942 do března 1943) přepravila lanovka 1,050 milionu cestujících - téměř dvojnásobek oproti plánu. Během posledního dne tohoto období, 31. března 1943, dosáhly příjmy lanovky 1100 rublů, což odpovídalo asi dvěma a půl tisícům cestujících. 
V roce 1958 byla provedena radikální rekonstrukce lanovky. Ve strojovně bylo instalováno modernější vybavení, které mimo jiné také zaručovalo větší bezpečnost provozu. Na konci roku 1984 lanovka znovu prošla rekonstrukcí.
Každý rok přepraví až 2,8 milionu cestujících, včetně mnoha turistů.

## Jízdné
Od předválečných dob až do roku 1961 bylo jízdné 15 kopějek. Byl to levný způsob dopravy. Od 1. ledna 1957 byly zrušeny samostatné jízdenky na lanovku.
Během německé okupace, ještě před obnovením osobní dopravy, 7. října 1941, stanovilo usnesení kyjevské městské správy tarif o něco vyšší než sovětský: 20 kopějek (místo 15 kopějek) za jednu jízdu, 45 kopějek za přepravu jednoho kusu zavazadla. Od 16. listopadu byl tarif zvýšen: 30 kopějek na cestujícího a 1 rubl na kus zavazadla. Vzhledem k tomu, že kilogram chleba v létě 1942 na trhu stál 100 rublů a litr mléka 40 rublů, cestování bylo téměř zdarma. Cena lanové dráhy vzrostla na 40 kopějek podle vyhlášky z 24. února 1942 
Od 1. ledna 1961, po měnové reformě, lanovka začala stát 2 kopějky. Tato cena vydržela více než 25 let
Do listopadu 2008 existovaly jízdenky, které platily jak v autobusech, trolejbusech, tramvajích, metru, tak na lanovce. Poté se začaly požívat žetony.
Od 14. července 2018 je cena jedné cesty 8 UAH, od 15. července 2017 to bylo 4 UAH, od 7. února 2015 3 UAH, ještě dříve 1,50 UAH.
Od 14. září 2020 přešla kyjevská lanovka jako první na elektronickou jízdenku.

## Zajímavosti
Lanová dráha byla do 30. let považována za tramvajovou trať.
Lanové vozy jsou rozdělené na levý vůz (Л, ukrajinsky Лівий) a pravý vůz (П, ukrajinsky Правий), vozy byly třikrát renovovány v letech 1928, 1958 a 1984.
Poblíž dolní stanice se nachází stanice metra Poštova plošča.
Během velké sněhové nadílky v roce 2013, která byla rekordem během 100 let pozorování, lanovou dráhu často používali lyžaři.

## Galerie
- Horní stanice
- Dolní stanice
- Pravý vůz lanovky
- Obrázek horní stanice z roku 1905
- Kabina vozu